# Coupe continentale de hockey sur glace 2003-2004
Navigation
Édition 2002-2003 Édition 2004-2005
La saison 2003-2004 est la 7e édition de la Coupe continentale de hockey sur glace.

## Premier tour
Le premier tour se joue entre le 26 et le 28 septembre 2003.

### Groupe A
Le groupe A joue ses matchs à Novi Sad.
- SC Miercurea Ciuc - KHL Zagreb       2 :  3
- HK Vojvodina      - Slavia Sofia     5 :  1
- Slavia Sofia      - Miercurea Ciuc   0 : 17
- KHL Zagreb        - HK Vojvodina     8 :  4
- KHL Zagreb        - Slavia Sofia    13 :  2
- HK Vojvodina      - Miercurea Ciuc   2 :  4

| Clt   | Équipe                | PJ | V | VP | D | BP | BC | Pts |
| ----- | --------------------- | -- | - | -- | - | -- | -- | --- |
| +001, | KHL Zagreb            | 3  | 3 | 0  | 0 | 24 | 8  | 6   |
| +002, | SC Miercurea-Ciuc     | 3  | 2 | 0  | 1 | 23 | 5  | 4   |
| +003, | HK Vojvodina Novi Sad | 3  | 1 | 0  | 2 | 11 | 13 | 2   |
| +004, | HK Slavia Sofia       | 3  | 0 | 0  | 3 | 3  | 35 | 0   |

- Qualifié pour la suite de la compétition

### Groupe B
Il se déroule à Amiens.
- Odense IK - Slavija Ljubljana 3 :  1
- Steaua Bucarest - Gothiques d'Amiens 4 : 12
- Odense IK - Steaua Bucarest 7 :  0
- Gothiques d'Amiens - Slavija Ljubljana 6 :  0
- Slavija Ljubljana  - Steaua Bucarest 2 :  4
- Gothiques d'Amiens - Odense IK 5 :  4

| Clt   | Équipe                | PJ | V | VP | D | BP | BC | Pts |
| ----- | --------------------- | -- | - | -- | - | -- | -- | --- |
| +001, | Gothiques d'Amiens    | 3  | 3 | 0  | 0 | 23 | 8  | 6   |
| +002, | Bulldogs de Odense IK | 3  | 2 | 0  | 1 | 14 | 6  | 4   |
| +003, | CSA Steaua Bucarest   | 3  | 1 | 0  | 2 | 8  | 21 | 2   |
| +004, | HK Slavija            | 3  | 0 | 0  | 3 | 3  | 13 | 0   |

- Qualifié pour la suite de la compétition

### Groupe C
Il se déroule à Barcelone.
- CH Jaca          - Tigers Amsterdam  5 : 16
- FC Barcelona     - Phantoms Deurne   4 : 4
- Tigers Amsterdam - Phantoms Deurne  14 : 0
- FC Barcelona     - CH Jaca           3 : 5
- Phantoms Deurne  - CH Jaca           8 : 3
- Tigers Amsterdam - FC Barcelona     23 : 2

| Clt   | Équipe                   | PJ | V | VP | D | BP | BC | Pts |
| ----- | ------------------------ | -- | - | -- | - | -- | -- | --- |
| +001, | Boretti Tigers Amsterdam | 3  | 3 | 0  | 0 | 53 | 7  | 6   |
| +002, | Phantoms Deurne          | 3  | 1 | 1  | 1 | 12 | 21 | 3   |
| +003, | Club Hielo Jaca          | 3  | 1 | 0  | 2 | 13 | 27 | 2   |
| +004, | FC Barcelona             | 3  | 0 | 1  | 2 | 9  | 32 | 1   |

- Qualifié pour la suite de la compétition

### Groupe D
Il se déroule à Zagreb.
- Dunaferr Dunaujvaros - Levski Sofia 8 : 0
- Medveščak Zagreb - HC Ma'alot 23 : 0
- HC Ma'alot - Dunaferr Dunaujvaros 1 : 25
- Levski Sofia - Medveščak Zagreb 0 : 9
- Levski Sofia - HC Ma'alot 6 : 3
- Medveščak Zagreb - Dunaferr Dunaujvaros 1 : 4

| Clt   | Équipe               | PJ | V | VP | D | BP | BC | Pts |
| ----- | -------------------- | -- | - | -- | - | -- | -- | --- |
| +001, | Dunaferr Dunaújváros | 3  | 3 | 0  | 0 | 37 | 2  | 6   |
| +002, | KHL Medveščak        | 3  | 2 | 0  | 1 | 33 | 4  | 4   |
| +003, | HK Levski Sofia      | 3  | 1 | 0  | 2 | 6  | 20 | 2   |
| +004, | HC Ma'alot           | 3  | 0 | 0  | 3 | 4  | 54 | 0   |

- Qualifié pour la suite de la compétition

### Groupe E
Il se déroule à Riga.
| 26 septembre 2003 | Stoczniowiec Gdańsk | 0-0 (0-0, 0-0, 0-0) | Kazakhmys Karaganda | Siemens ledus halle |

| 26 septembre 2003 | HK Riga 2000 | 13-3 (4-1, 5-1, 4-1) | SC Energija Elektrėnai | Siemens ledus halle |

| 27 septembre 2003 | Kazakhmys Karaganda | 3-1 | SC Energija Elektrėnai | Siemens ledus halle |

| 27 septembre 2003 | HK Riga 2000 | 7-3 (2-3, 3-0, 2-0) | Stoczniowiec Gdańsk | Siemens ledus halle |

| 28 septembre 2003 | SC Energija Elektrėnai | 3-5 | Stoczniowiec Gdańsk | Siemens ledus halle |

| 28 septembre 2003 | HK Riga 2000 | 2-2 (0-0, 1-1, 1-1) | Kazakhmys Karaganda | Siemens ledus halle |

| Clt   | Équipe                 | PJ | V | VP | D | BP | BC | Pts |
| ----- | ---------------------- | -- | - | -- | - | -- | -- | --- |
| +001, | HK Riga 2000           | 3  | 2 | 1  | 0 | 22 | 8  | 5   |
| +002, | Kazakhmys Karaganda    | 3  | 1 | 2  | 0 | 5  | 3  | 4   |
| +003, | Stoczniowiec Gdańsk    | 3  | 1 | 1  | 1 | 8  | 10 | 3   |
| +004, | SC Energija Elektrėnai | 3  | 0 | 0  | 3 | 7  | 21 | 0   |

- Qualifié pour la suite de la compétition

## Second tour
Il se dispute du 17 au 19 octobre 2003.

### Groupe F
Il se déroule à Oświęcim.
- HC Milano Vipers     - HK Liepājas Metalurgs    2 :  4
- KHL Zagreb            - Unia Oświęcim           1 : 13
- KHL Zagreb            - HC Milano Vipers        2 :  6
- Unia Oświęcim         - HK Liepājas Metalurgs   5 :  2
- HK Liepājas Metalurgs - KHL Zagreb             21 :  4
- Unia Oświęcim         - Milano Vipers           3 :  3

| Clt   | Équipe                     | PJ | V | VP | D | BP | BC | Pts |
| ----- | -------------------------- | -- | - | -- | - | -- | -- | --- |
| +001, | Dwory S.S.A. Unia Oświęcim | 2  | 1 | 1  | 0 | 8  | 5  | 3   |
| +002, | Liepājas Metalurgs         | 2  | 1 | 0  | 1 | 6  | 7  | 2   |
| +003, | HC Milano Vipers           | 2  | 0 | 1  | 1 | 5  | 7  | 1   |
| +004, | KHL Zagreb                 | –  | – | –  | – | 0  | 0  | 0   |

- Qualifié pour la suite de la compétition

Le KHL Zagreb n'est pas classé, car il est venu avec un nombre insuffisant de joueurs.

### Groupe G
Il se déroule à Rouen.
- Amiens 3-2 HC Asiago[1]
- Amsterdam 0-0 Rouen[2]
- HC Asiago 0-6 Amsterdam[3]
- Rouen 4-2 Amiens[4]
- Amsterdam 2-3 Amiens[5]
- Asiago 0-4 Rouen[6]

| Clt   | Équipe                   | PJ | V | VP | D | BP | BC | Pts |
| ----- | ------------------------ | -- | - | -- | - | -- | -- | --- |
| +001, | Dragons de Rouen         | 3  | 2 | 1  | 0 | 8  | 2  | 5   |
| +002, | Gothiques d'Amiens       | 3  | 2 | 0  | 1 | 8  | 8  | 4   |
| +003, | Boretti Tigers Amsterdam | 3  | 1 | 1  | 1 | 8  | 3  | 3   |
| +004, | HC Asiago Hockey         | 3  | 0 | 0  | 3 | 2  | 13 | 0   |

- Qualifié pour la suite de la compétition

### Groupe H
Il se déroule à Székesfehérvár.
- Olimpija Ljubljana        - Torpedo Oust-Kamenogorsk   1 : 6
- Alba Volán Székesfehérvár - Dunaferr Dunaújváros      5 : 1
- Dunaferr Dunaújváros      - Olimpija Ljubljana        1 : 1
- Torpedo Oust-Kamenogorsk   - Alba Volán Székesfehérvár 2 : 2
- Alba Volán Székesfehérvár - Olimpija Ljubljana         2 : 0
- Torpedo Oust-Kamenogorsk   - Dunaferr Dunaújváros      5 : 4

| Clt   | Équipe                           | PJ | V | VP | D | BP | BC | Pts |
| ----- | -------------------------------- | -- | - | -- | - | -- | -- | --- |
| +001, | Kazzinc-Torpedo Oust-Kamenogorsk | 3  | 2 | 1  | 0 | 13 | 7  | 5   |
| +002, | Alba Volán Székesfehérvár        | 3  | 2 | 1  | 0 | 9  | 3  | 5   |
| +003, | Dunaferr Dunaújváros             | 3  | 0 | 1  | 2 | 4  | 11 | 1   |
| +004, | HDD Olimpija Ljubljana           | 3  | 0 | 1  | 2 | 2  | 9  | 1   |

- Qualifié pour la suite de la compétition

### Groupe I
Il se déroule à Detva.
- Jukurit Mikkeli - HK Sokil Kiev 2 : 1
- Riga 2000 - Zvolen 0 : 2
- Riga 2000 - Jukurit Mikkeli 1 : 1
- Zvolen - HK Sokil Kiev 0 : 4
- HK Sokil Kiev - Riga 2000 7 : 2
- Zvolen - Jukurit Mikkeli 0 : 5

| Clt   | Équipe          | PJ | V | VP | D | BP | BC | Pts |
| ----- | --------------- | -- | - | -- | - | -- | -- | --- |
| +001, | Jukurit Mikkeli | 3  | 2 | 1  | 0 | 8  | 2  | 5   |
| +002, | HK Sokil Kiev   | 3  | 2 | 1  | 0 | 12 | 4  | 4   |
| +003, | HKm Zvolen      | 3  | 1 | 0  | 2 | 2  | 9  | 2   |
| +004, | HK Riga 2000    | 3  | 0 | 1  | 2 | 3  | 10 | 1   |

- Qualifié pour la suite de la compétition

## Demi-finales
Elles se disputent du 21 au 23 novembre 2003.

### Groupe J
Il s'est disputé à Herning.
| 21 novembre 2003 | Vålerenga Oslo | 1-1 (0-0, 0-0, 1-1) | Dw. S.S.A. Unia Oświęcim | Herning Isstadion 150 spectateurs |

| 21 novembre 2003 | Herning IK | 4-1 (1-0, 2-1, 1-0) | Dragons de Rouen | Herning Isstadion 1 200 spectateurs |

| 22 novembre 2003 | Dragons de Rouen | 6-1 (1-1, 5-0, 0-0) | Vålerenga Oslo | Herning Isstadion 200 spectateurs |

| 22 novembre 2003 | Herning IK | 1-3 (0-1, 1-1, 0-1) | Dw. S.S.A. Unia Oświęcim | Herning Isstadion 1 200 spectateurs |

| 23 novembre 2003 | Dw. S.S.A. Unia Oświęcim | 3-7 (0-1, 1-3, 2-3) | Dragons de Rouen | Herning Isstadion 150 spectateurs |

| 23 novembre 2003 | Herning IK | 1-3 (0-1, 1-0, 0-2) | Vålerenga Oslo | Herning Isstadion 1 200 spectateurs |

| Clt   | Équipe                     | PJ | V | VP | D | BP | BC | Pts |
| ----- | -------------------------- | -- | - | -- | - | -- | -- | --- |
| +001, | Dragons de Rouen           | 3  | 2 | 0  | 1 | 14 | 8  | 4   |
| +002, | Dwory S.S.A. Unia Oświęcim | 3  | 1 | 1  | 1 | 7  | 9  | 3   |
| +003, | Vålerenga Oslo             | 3  | 1 | 1  | 1 | 5  | 8  | 3   |
| +004, | Herning IK                 | 3  | 1 | 0  | 2 | 6  | 7  | 2   |

- Qualifié pour la suite de la compétition

### Groupe K
Il se dispute du 21 au 23 novembre 2003 à Linz.
| 21 novembre 2003 | Jukurit Mikkeli | 1-4 (0-1, 1-1, 0-3) | HK Keramin Minsk | Linzer Eissporthalle 300 spectateurs |

| 21 novembre 2003 | EHC Black Wings Linz | 1-1 (0-0, 0-0, 1-1) | Kaz.-Torp. Oust-Kamenogorsk | Linzer Eissporthalle 1 600 spectateurs |

| 22 novembre 2003 | EHC Black Wings Linz | 3-2 (1-0, 1-1, 1-1) | Jukurit Mikkeli | Linzer Eissporthalle 2 000 spectateurs |

| 22 novembre 2003 | HK Keramin Minsk | 1-1 (1-0, 0-1, 0-0) | Kaz.-Torp. Oust-Kamenogorsk | Linzer Eissporthalle 500 spectateurs |

| 23 novembre 2003 | Kaz.-Torp. Oust-Kamenogorsk | 7-3 (3-0, 2-3, 2-0) | Jukurit Mikkeli | Linzer Eissporthalle 200 spectateurs |

| 23 novembre 2003 | EHC Black Wings Linz | 1-3 (0-1, 0-1, 1-1) | HK Keramin Minsk | Linzer Eissporthalle 2 500 spectateurs |

| Clt   | Équipe                           | PJ | V | VP | D | BP | BC | Pts |
| ----- | -------------------------------- | -- | - | -- | - | -- | -- | --- |
| +001, | Keramin Minsk                    | 3  | 2 | 1  | 0 | 8  | 3  | 5   |
| +002, | Kazzinc-Torpedo Oust-Kamenogorsk | 3  | 1 | 2  | 0 | 9  | 5  | 4   |
| +003, | EHC Black Wings Linz             | 3  | 1 | 1  | 1 | 5  | 6  | 3   |
| +004, | Jukurit Mikkeli                  | 3  | 0 | 0  | 3 | 6  | 14 | 0   |

- Qualifié pour la suite de la compétition

## Super Finale
Elle se déroule du 8 au 11 janvier 2004 à Gomel.

### Groupe M
| 8 janvier 2004 | Dragons de Rouen | 2-6 (0-1, 2-1, 0-4) | HK Homiel | Eispalast 2 750 spectateurs |

| Feuille de match | Feuille de match | Feuille de match | Feuille de match | Feuille de match |
| ---------------- | ---------------- | ---------------- | ---------------- | ---------------- |
|                  |                  |                  |                  |                  |
| É. Raymond       | Gardiens         | O. Grachev       |                  |                  |
|                  |                  |                  |                  |                  |
|                  |                  |                  |                  |                  |

| 9 janvier 2004 | HC Lugano | 7-1 (0-0, 5-0, 2-1) | Dragons de Rouen | Eispalast 2 750 spectateurs |

| Feuille de match | Feuille de match | Feuille de match | Feuille de match | Feuille de match |
| ---------------- | ---------------- | ---------------- | ---------------- | ---------------- |
|                  |                  |                  |                  |                  |
|                  |                  |                  |                  |                  |
|                  |                  |                  |                  |                  |
|                  |                  |                  |                  |                  |

| 10 janvier 2004 | HK Homiel | 3-2 (0-1, 2-1, 1-0) | HC Lugano | Eispalast 2 750 spectateurs |

| Feuille de match | Feuille de match | Feuille de match | Feuille de match | Feuille de match |
| ---------------- | ---------------- | ---------------- | ---------------- | ---------------- |
|                  |                  |                  |                  |                  |
|                  |                  |                  |                  |                  |
|                  |                  |                  |                  |                  |
|                  |                  |                  |                  |                  |

| Clt   | Équipe           | PJ | V | VP | D | BP | BC | Pts |
| ----- | ---------------- | -- | - | -- | - | -- | -- | --- |
| +001, | HK Homiel        | 2  | 2 | 0  | 0 | 9  | 4  | 4   |
| +002, | HC Lugano        | 2  | 1 | 0  | 1 | 9  | 4  | 2   |
| +003, | Dragons de Rouen | 2  | 0 | 0  | 2 | 3  | 13 | 0   |

- Qualifié pour la finale
- qualifié pour le match pour la 3e place
- qualifié pour le match pour la 5e place

### Groupe N
| 8 janvier 2004 | Keramin Minsk | 2-3 (0-1, 1-0, 2-1) | HC Slovan Bratislava | Eispalast 2 750 spectateurs |

| Feuille de match | Feuille de match | Feuille de match | Feuille de match | Feuille de match |
| ---------------- | ---------------- | ---------------- | ---------------- | ---------------- |
|                  |                  |                  |                  |                  |
|                  |                  |                  |                  |                  |
|                  |                  |                  |                  |                  |
|                  |                  |                  |                  |                  |

| 9 janvier 2004 | Severstal Tcherepovets | 8-2 (3-2, 3-0, 2-0) | Keramin Minsk | Eispalast 2 750 spectateurs |

| Feuille de match | Feuille de match | Feuille de match | Feuille de match | Feuille de match |
| ---------------- | ---------------- | ---------------- | ---------------- | ---------------- |
|                  |                  |                  |                  |                  |
|                  |                  |                  |                  |                  |
|                  |                  |                  |                  |                  |
|                  |                  |                  |                  |                  |

| 10 janvier 2004 | Severstal Tcherepovets | 3-5 (2-1, 0-4, 1-0) | HC Slovan Bratislava | Eispalast 2 750 spectateurs |

| Feuille de match | Feuille de match | Feuille de match | Feuille de match | Feuille de match |
| ---------------- | ---------------- | ---------------- | ---------------- | ---------------- |
|                  |                  |                  |                  |                  |
|                  |                  |                  |                  |                  |
|                  |                  |                  |                  |                  |
|                  |                  |                  |                  |                  |

| Clt   | Équipe                 | PJ | V | VP | D | BP | BC | Pts |
| ----- | ---------------------- | -- | - | -- | - | -- | -- | --- |
| +001, | HC Slovan Bratislava   | 2  | 2 | 0  | 0 | 8  | 5  | 4   |
| +002, | Severstal Tcherepovets | 2  | 1 | 0  | 1 | 11 | 7  | 2   |
| +003, | Keramin Minsk          | 2  | 0 | 0  | 2 | 4  | 11 | 0   |

- Qualifié pour la finale
- qualifié pour le match pour la 3e place
- qualifié pour le match pour la 5e place

### Matchs de classement

#### Match pour la cinquième place
| 11 janvier 2004 | HK Keramin Minsk | 5-0 (1-0, 2-0, 2-0) | Dragons de Rouen | Eispalast 700 spectateurs |

| Feuille de match | Feuille de match | Feuille de match    | Feuille de match | Feuille de match                |
| ---------------- | --- | ------------------- | ---------------- | ------------------------------- |
|                  | Michalev (12 min 57 s) Chupris (22 min 36 s) Ermolov (31 min 24 s) Malachkevitch (43 min 34 s) Riadinsky (59 min 7 s) | 1-0 2-0 3-0 4-0 5-0 |                  | Arbitrage : Minar Shilau et Ruf |
| Viktor Lugovskoy | Gardiens | É. Raymond          |                  | Arbitrage : Minar Shilau et Ruf |
|                  | |                     |                  | Arbitrage : Minar Shilau et Ruf |
|                  | |                     |                  | Arbitrage : Minar Shilau et Ruf |

#### Match pour la troisième place
| 11 janvier 2004 | Severstal Tcherepovets | 1-2 (pr) (0-1, 0-0, 1-0, 0-1) | HC Lugano | Eispalast 2 500 spectateurs |

| Feuille de match | Feuille de match               | Feuille de match | Feuille de match                                  | Feuille de match |
| ---------------- | ------------------------------ | ---------------- | ------------------------------------------------- | ---------------- |
|                  | I. Troubatchiov (5 min 50 s) - | 1-0 1-1 1-2      | - P. Sutter (1 min 19 s) R. Gardner (66 min 40 s) |                  |
|                  |                                |                  |                                                   |                  |
|                  |                                |                  |                                                   |                  |
|                  |                                |                  |                                                   |                  |

#### Finale
| 11 janvier 2004 | HK Homiel | 2-6 (0-2, 0-2, 2-2) | HC Slovan Bratislava | Eispalast 2 750 spectateurs |

| Feuille de match | Feuille de match                                  | Feuille de match | Feuille de match | Feuille de match |
| ---------------- | ------------------------------------------------- | ---------------- | --- | ---------------- |
|                  | - - Brysgalow (41 min 58 s) - Valuj (43 min 52 s) | 1-0 1-1 1-2      | P. Pavlas (15 min 22 s) S. Pavličko (18 min 28 s) T. Višňovský (21 min 37 s) P. Pavlas (29 min 41 s) R. Školiak (40 min 33 s) - P. Pavlas (47 min 52 s) - |                  |
|                  |                                                   |                  | |                  |
|                  |                                                   |                  | |                  |
|                  |                                                   |                  | |                  |

| Rang | Équipe                 |
| ---- | ---------------------- |
| 1    | HC Slovan Bratislava   |
| 2    | HK Homiel              |
| 3    | HC Lugano              |
| 4    | Severstal Tcherepovets |
| 5    | Keramin Minsk          |
| 6    | Dragons de Rouen       |

Le HC Slovan Bratislava remporte cette édition de la coupe continentale.

### Vainqueurs
| Vainqueurs de la Coupe continentale | HC Slovan Bratislava Gardiens de but : Jozef Ondrejka, Pavol Rybár Défenseurs : Daniel Hančák, Rudolf Jendek, Petr Pavlas, Tomáš Špila, Ján Tabaček, Vladimír Vlk Attaquants : Karol Biermann, Zdeno Cíger, Branislav Fábry, Martin Hujsa, Branislav Jánoš, Martin Kulha, Slavomír Pavličko, René Školiak, Tibor Varga, Tibor Višňovský Entraîneur-chef : Ľubomír Pokovič |